# 藤谷はるな
藤谷 はるな（ふじたに はるな、1993年12月21日 - ）は、山口県宇部市出身の競輪審判員、競輪検車員、元女子競輪選手。現役時代は日本競輪選手会茨城支部所属、ホームバンクは取手競輪場であった。日本競輪学校（当時。以下、競輪学校）第110期生。師匠は大薗宏（71期）。

## 経歴
中学、高校時代は陸上競技に打ち込んでいた。料理人の父の影響で自衛隊の給養員を目指し受験をしたが2度失敗、将来について悩んでいるときにガールズケイリンを知り観戦に出掛け一目ぼれ、競輪選手を志したという。
2014年12月24日、競輪学校第110回技能試験に合格。在校競走成績は15位（4勝）。
2016年7月10日、大垣競輪場でデビューし4着。初勝利は同年11月6日の京王閣競輪場で挙げた。
2021年6月23日の川崎FI最終日第5レースでの6着が現役最後のレースとなり、7月8日に茨城支部に退会手続きを取った。
2021年7月15日、選手登録消除。通算戦績は386戦7勝。
2022年に受験した競輪審判員資格検定試験と競輪検車員試験にともに合格したことで、同年6月24日付で競輪審判員として、7月1日付で競輪検車員として、同じく元ガールズケイリン選手であった関口美穂とともに登録された。